# 네덜란드령 안틸레스 여자 축구 국가대표팀
네덜란드령 안틸레스 여자 축구 국가대표팀은 네덜란드령 안틸레스 제도의 여자 축구 국가대표팀이었다. 2006년 FIFA가 인정한 첫 경기에 출전했으지만, 2012년 3월 현재 FIFA 순위에 포함되지 않았다. 이 나라에는 네덜란드령 안틸레스 여자 17세 이하 축구 국가대표팀과 네덜란드령 안틸레스 여자 19세 이하 축구 국가대표팀이라는 두 개의 연령별 국가대표팀 또한 국제 경기에 출전했다.